# Christoph Croisé

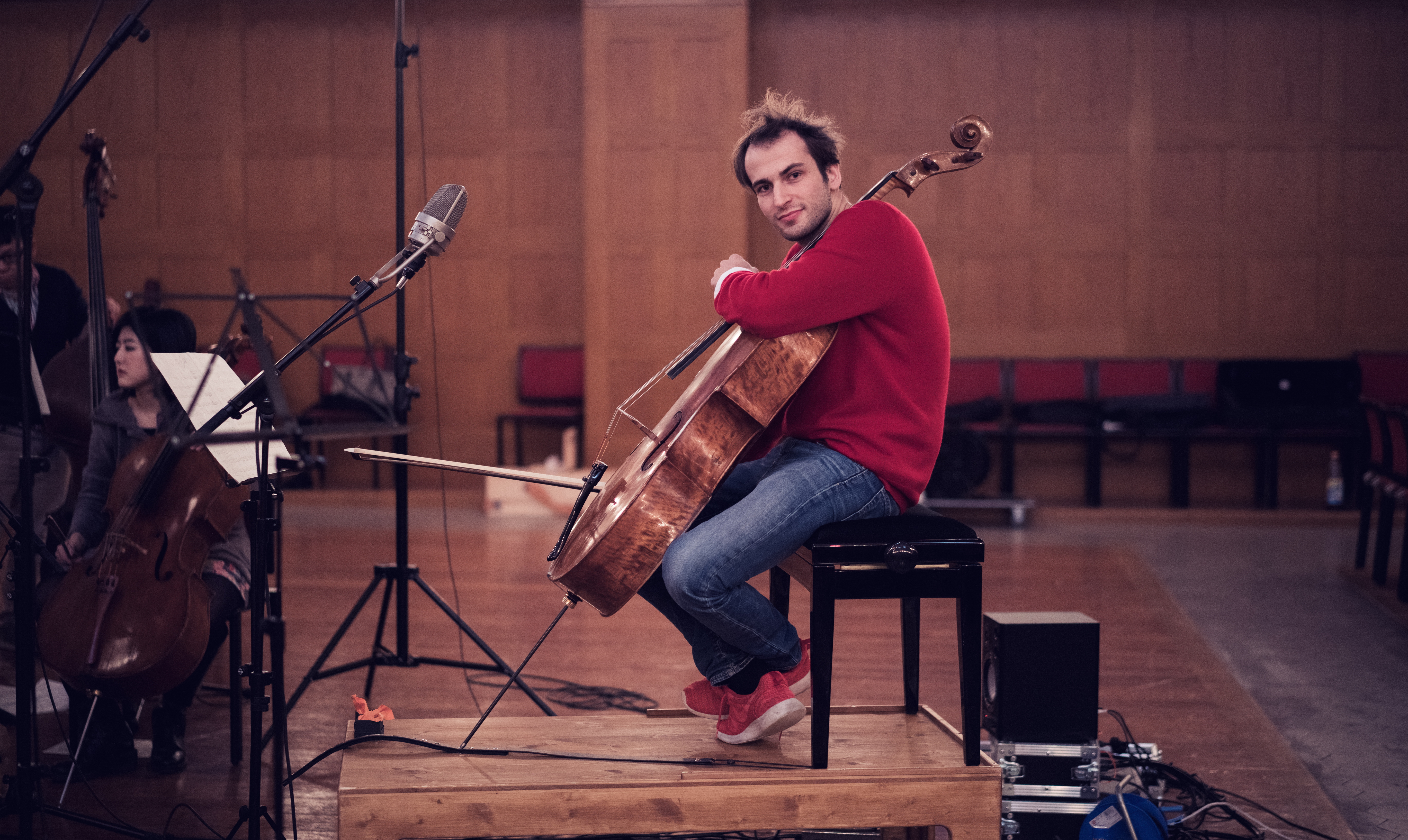
Christoph Croisé während einer CD-Aufnahme, Kirche Oberstrass, Zürich, November 2017

Christoph Raphael Friedwart Croisé (* 3. Dezember 1993 in Filderstadt) ist ein deutsch-französisch-schweizerischer Cellist und Komponist.

## Leben
Christoph Croisé erhielt seinen ersten Cellounterricht mit sieben Jahren bei Katharina Kühne. Seit 2007 wird er von Alexander Neustroev unterrichtet. Ab 2013 studierte Croisé bei Wolfgang-Emanuel Schmidt an der Universität der Künste Berlin, wo er nach 4 Jahren den Bachelor und nach weiteren 2 Jahren seinen Master machte. Danach studierte er an der Hochschule für Musik Franz Liszt Weimar im Studiengang Konzertexamen.
Maßgebliche künstlerische Impulse erhielt er außerdem von Steven Isserlis, Michael Sanderling, David Geringas, Walter Grimmer und Frans Helmerson.
Mit 17 Jahren gab er sein Debüt in der Carnegie Hall New York, wo er seitdem regelmäßig aufgetreten ist. Weitere Auftritte führten ihn in die Tonhalle Zürich, die Berliner Philharmonie, die Wigmore Hall London, das Konzerthaus Wien, die Residenz München, die Capella St. Petersburg, die Sankt Petersburger Philharmonie und die Philharmonie Baku.
Als Solist trat er mit dem Musikkollegium Winterthur, dem Sinfonieorchester St. Petersburg / Russland, dem Berner Symphonieorchester, dem Staatlichen Sinfonieorchester Baku/Azerbaijan, der Camerata Zürich, dem Münchner Rundfunkorchester, der Camerata Schweiz, dem Sichuan Symphony Orchestra, der Südwestdeutschen Philharmonie Konstanz, dem Symphonieorchester der Staatskapelle St. Petersburg / Russland, dem Collegium Musicum Basel, dem Kammerorchester der Bayerischen Philharmonie, dem Izmir State Symphony Orchestra, dem Orquesta Sinfonie de Michoacan, dem Radio-Symphonieorchester RTSH Tirana, dem Symphonieorchester Harbin, dem Sinfonieorchester Mulhouse und dem Philharmonischen Orchester Budejovice auf, u. a. unter der Leitung von M. Sanderling, M. Venzago, D. Boyd, L. Gendre, K. Griffiths, A. Guliyev und D. Botinis.
Mehrere Live-Übertragungen wurden durch Rundfunk und Fernsehen gesendet, darunter im März 2013 das Schumann-Cellokonzert mit dem Münchner Rundfunkorchester durch den Bayerischen Rundfunk. Kammermusikalisch trat Christoph Croisé u. a. mit Dmitri Sitkovetsky, Mayuko Kamio, Alexander Zemtsov, Bartłomiej Nizioł, Oliver Schnyder Oxana Shevchenko, Nikita Mndoyants, Lorenzo Soulès und Alexander Panfilov auf.
Christoph Croisé war Gast beim Festival „Musical Olympus“ in St. Petersburg, New York und Baku, dem Lucerne Festival, dem Davos Festival „Young Artists in Concert“, dem Menuhin Festival Gstaad, den Salzkammergut Festwochen Gmunden, dem Schwarzwald Musikfestival, dem Festival de Sully, dem Belfast International Arts Festival, dem Emilia-Romagna Festival und dem Festival de musique de Wissembourg.
Im Mai 2015 wurde seine Debüt-CD mit Oxana Shevchenko beim Label Quartz Classics veröffentlicht. Seine zweite CD (Summer Night, mit Othmar Schoecks Cellokonzert) erschien im Februar 2018 beim Label GENUIN classics. Seine dritte CD (Haydn, Vivaldi Cello Concertos) erschien im März 2019 beim Label AVIE Records. und wurde mit dem Supersonic Award vom Pizzicato-Magazin und dem „Clef D’Or“ für das beste Konzertalbum des Jahres 2019 von ResMusica ausgezeichnet. Am 1. November 2019 wurde seine vierte CD „The Russian Album“ mit Alexander Panfilov, Klavier beim Label AVIE Records veröffentlicht.
Christoph Croisé spielt ein Goffriller-Violoncello, das im Jahre 1712 in Venedig gebaut wurde.

## Auszeichnungen
- 2009: 1. Preis Internationaler Wettbewerb „Petar Konjovic“, Belgrad
- 2010: 1. Preis Internationaler Wettbewerb IBLA International Competition, Italien
- 2015: 1. Preis Internationaler Johannes-Brahms-Wettbewerb
- 2015: Studienpreisträger des Migros-Kulturprozent
- 2016: 3. Preis International Competition „Debut at the Berlin Philharmonic Hall“
- 2016: 1. Preis Manhattan International Competition
- 2016: 3. Preis Carlos Prieto International Cello Competition[8]
- 2016: 1. Preis Schoenfeld International String Competition in Harbin/China[9]
- 2016: 1. Preis Internationaler „Salieri-Zinetti“-Wettbewerb, Verona/Italien[10]
- 2016: Studienpreisträger des Migros-Kulturprozent und Aufnahme in die Konzertvermittlung des Migros-Kulturprozent[11]
- 2017: Gold-Medaille „1st Berliner International Music Competition“[12]
- 2017: Swiss Ambassadors Award[13]
- 2018: First Grand Prize „2nd International Berliner Music Competition“[14]
- 2018: „Prix Jeune Soliste des Médias Francophones Publics 2019“[15]
- 2021 Christoph Croisé wird in die Bestenliste „Julian Lloyd Webber’s Rising Stars“ aufgenommen.